# Afrah Gomdi
Afrah Gomdi –en árabe, أفراح الغمدي– es una deportista tunecina que compitió en atletismo adaptado. Ganó tres medallas en los Juegos Paralímpicos de Atenas 2004.

## Palmarés internacional
| Juegos Paralímpicos | Juegos Paralímpicos | Juegos Paralímpicos | Juegos Paralímpicos |
| Año                 | Lugar               | Medalla             | Prueba              |
| ------------------- | ------------------- | ------------------- | ------------------- |
| 2004                | Atenas (Grecia)     | Medalla de oro      | Jabalina F40        |
| 2004                | Atenas (Grecia)     | Medalla de oro      | Peso F40            |
| 2004                | Atenas (Grecia)     | Medalla de plata    | Disco F40           |